# Phaulacantha
Phaulacantha là một chi bướm đêm thuộc phân họ Olethreutinae, họ Tortricidae Tortricidae.

## Các loài
- Phaulacantha acyclica Diakonoff, 1973
- Phaulacantha catharostoma (Meyrick, 1921)
- Phaulacantha metamelas Diakonoff, 1973